# 拉普申斯卡亚农村居民点
拉普申斯卡亚农村居民点（俄语：Лапшинское сельское поселение）是俄罗斯联邦伏尔加格勒州科托沃区所属的一个农村居民点。其下辖有4个居民点，行政中心为拉普申斯卡亚。据2016年统计，该农村居民点的人口为943人。